# لابوف، رونكو وتورنر
لابوف، رونكو وتورنر ثلاثي من الفنانين يتألف من الممثل والفنان الأمريكي شيا لابوف والفنان الفنلندي ناستجا سادي رونكو والفنان البريطاني لوك تورنر. يستكشف فن أدائهم الاتصال والعاطفة والتعاون عبر المنصات الرقمية والمادية وهم يقومون بكثير من الأعمال الفنية
.

## خلفية
حصل تيرنر الأول مرة على تقدير لعمله على الويب في أواخر التسعينيات. بدأ لاحقًا التعاون مع رانكو بعد أن التقى الاثنان في مركز سانت مارتينز المركزي بلندن،  حيث تخرج كلاهما في الفنون الجميلة في عام 2008. أكمل تيرنر دارسته الماجستير في الكلية الملكية للفنون في عام 2010، بينما حصل رونكو على درجة الماجستير في مدرسة سليد للفنون الجميلة، وكلاهما رسخا نفسيهما كفنانين منفردان.
بدأ شايا لابوف التمثيل في أوائل العقد الأول من القرن الحالي مع دوره في مسلسل حتى ستيفنز من قناة ديزني، قبل أن ينتقل إلى الظهور في عدد من سلاسل أفلام هوليوود مثل سلسلة افلام المتحولون و انديانا جونز..
في عام 2011، كتب تيرنر ميتا حداثة ،  تعريف ما وراء الحداثة على أنها «الحالة الزئبقية بين وما وراء السخرية والصدق، والسذاجة والمعرفة، والنسبية والحقيقة، والتفاؤل والشك، في السعي وراء تعددية الآفاق المتباينة والمراوغة،» وتختتم بدعوة «انطلق وتذبذب!»  تواصل لابوف مع تورنر في أوائل عام 2014 بعد قراءة البيان. في ذلك الوقت، كان لابوف متورطًا في جدل حول الانتحال بعد أن استخدم أعمال الروائي المصور دانيال كلوز بدون رصيد في فيلمه القصير لعام 2012، هوارد Cantour.com . قدم تورنر لاحقًا لابوف إلى ركنو، وبدأ الثلاثي تعاونهم، 

## يعمل

### الأعمال المبكرة /#انا اسف، 2014

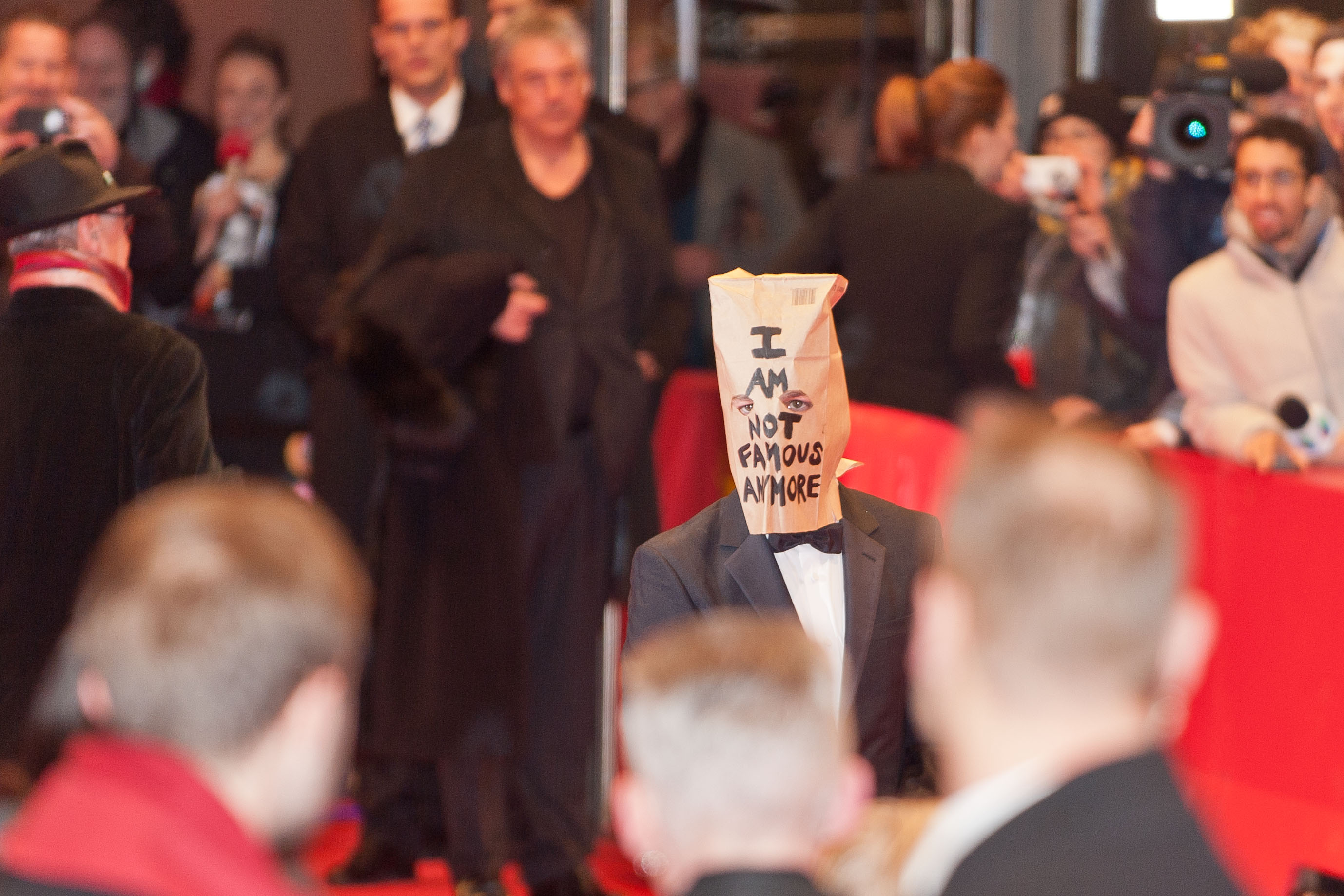
لابوف في مهرجان برلين السينمائي 2014

في 9 فبراير 2014، أثار الثلاثي جدلاً في مهرجان برلين السينمائي حيث وصل لابوف إلى السجادة الحمراء مرتديًا حقيبة ورقية بنية فوق رأسه مكتوب عليها عبارة «لست مشهورًا بعد الآن». في وقت سابق من ذلك اليوم، كان قد خرج من مؤتمر صحفي لـ شبق .
بعد يومين، قدم لابوف ورونكو وتورنر عرضًا لمدة ستة أيام في معرض لوس أنجلوس بعنوان #انا اسف ، حيث جلس لابوف مرتديًا بدلة السهرة والحقيبة الورقية، وهو يبكي بصمت أمام الزوار. تم السماح للحاضرين بالدخول واحدًا تلو الآخر ودعوتهم لاختيار عنصر من جدول الكائنات لأخذها معهم. لاحظ كاتب عمود الوقت جويل شتاين، الذي قضى ثلاثة أيام في الانتظار في الطابور لمشاهدة العرض، أن لابوف "كان حاضرًا بشكل كبير" وأنه "كان كل ما كان متوقعًا عليه"،  بينما وجدت كيت نيبس من ذا ديلي دوت التجربة "مزعج حقًا" و "شعرت وكأنني كنت أزيد من تجريد شخص من إنسانيته، لكنني لم أفهم من إنسانيته". ".
في محادثة أجريت عبر البريد الإلكتروني كجزء من مقال الثلاثي #مقابلة في نوفمبر التالي، قال لابوف إنه «حزين» و «نادم حقًا ومليئ بالخزي والشعور بالذنب» في بداية في العمل الفني #انا اسف ، لكن هذا «في النهاية شعرت بالاهتمام مهما جاء - لقد كان جميلًا، لقد أذهلني». وكشف، مع ذلك، أن إحدى النساء قد شرعت في الاعتداء عليه جنسيًا خلال الأداء في فبراير.
في اليوم التالي لاختتام أداء #انا اسف، رتب لابوف ورونكو وتيرنر للكتابة في السماء لعرض الرسالة «# النجوم» فوق لوس أنجلوس. كان هذا على النقيض من رسالة خطية مماثلة، «توقف عن العمل»،
في أيار / مايو 2014 في قطعة من الثلاثي بعنوان التأمل النرجسيون, لابوف قفز الحبل لمدة ساعة عبر يعيش سكايب الرابط في لندن السيارات إيطاليا جنوب شرق. أثناء الأداء، ودعا الجمهور إلى استخدام الحبال التي قدمت في معرض «الانضمام لي على السعي للعثور على نفسي داخلي.» وهم في حالة ذهول هو ايمي الهاوية ذكرت أن أداء هذا الحضور «جميع أعطى جو من الوعي الذاتي الذي جاء». في أيلول / سبتمبر 2014, الفنانين نظموا #ماراثون ميتا ، و «التعاونية ماراثون» في متحف ستيديليك أمستردام.

### #اتبع قلبي، 2015
في مارس 2015، خلال ساوث باي ساوث واست في أوستن، تكساس، نقل الثلاثي نبضات قلب لابوف عبر الإنترنت لمدة ستة أيام، مع موقع ويب يتدفقون الصوت ورسمًا في الوقت الفعلي لقلبه النابض. وصف الفنانون العمل الفني بأنه «استكشاف لمدى حميمية الفضاء الرقمي»، ووصفه بأنه «تذكير بإنسانيتنا الجماعية». وصف نسر تجربة ضبط العمل بأنها «ساحرة بشكل غريب»، بينما لاحظ دازد أن «المثير في هذه القطعة هو أنها قد تكون أقل قدر ممكن من المعلومات المطلوبة للحصول على هذا الإحساس لشخص ما كموضوع» أن «الآنية الزمنية هي التي تثير الدهشة للغاية.» 

### # المقدمة، 2015
في مايو 2015، أصدر لابوف ورونكو وتورنر #مقدمات ، وهو مقطع فيديو مدته نصف ساعة تم إنشاؤه بالتعاون مع طلاب سنترال سانت مارتينز للفنون الجميلة، ويتألف من سلسلة من المونولوجات القصيرة التي يؤديها لابوف أمام شاشة خضراء. تم توجيه كل طالب لتزويد الفنانين بنص لتقديم أعمالهم، وتم إصدار اللقطات الناتجة بموجب ترخيص المشاع الإبداعي، مما يتيح للجمهور تكييفها وإعادة مزجها بحرية. جزء واحد، كتبه جوشوا باركر، في شكل خطاب تحفيزي مبالغ فيه  أُطلق عليه اسم "Just Do It" وتعني (فقط افعلها) بعد شعار نيكو، أصبح ميمًا على الإنترنت بعد انتشاره في غضون أيام من إطلاق سراحه، مما أدى إلى ظهور العديد من عمليات إعادة المزج والمحاكاة الساخرة، وأصبح الأكثر بحثًا عن جي اي اف لعام 2015 وفقًا لـ قوقل.

### #جميع الأفلام، 2015
في نوفمبر 2015، دعا الثلاثي الجمهور للانضمام لابوف شخصيًا في مركز أنجيليكا السينمائي في نيويورك حيث شاهد جميع أفلامه على التوالي، بترتيب زمني عكسي، على مدار ثلاثة أيام. في الوقت نفسه، تم بث كاميرا تركز على وجه لابوف مباشرة عبر الإنترنت طوال الأداء. وصف ديفيد إرليش من رولينج ستون القطعة بأنها "عمل عبقري"، وأشار إلى أن "الجلوس على بعد أقدام قليلة خلف [شايا لابوف] ومشاهدته وهو يحدق في انعكاسه الهائل، بدأت طريقته أخيرًا في فهم جنونه. "  "

### # لمس روحي، 2015

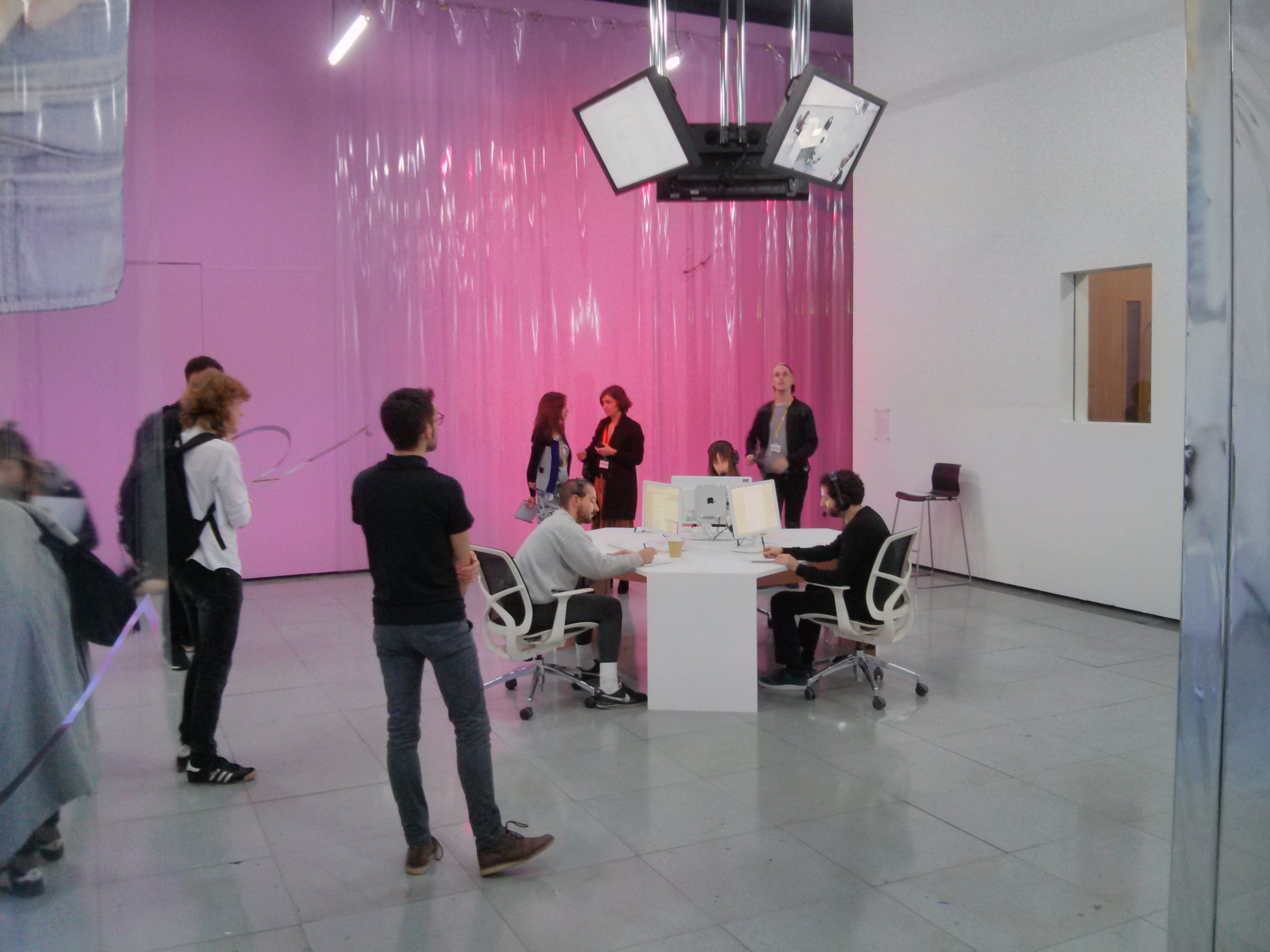
لابوف ورونكو وتورنر خلال #لمس روحي في FACT ، 2015

في ديسمبر 2015، استضافت مؤسسة ليفربول للفنون والتكنولوجيا الإبداعية عرضًا لمدة أربعة أيام قام فيه الفنانون بإدارة خط هاتف داخل المعرض وأجروا مكالمات من غرباء من جميع أنحاء العالم، يسألون كل واحد منهم: «هل يمكنك لمس روحي؟»  كان زوار المعرض قادرين على سماع جانب واحد فقط من المكالمات الهاتفية، بينما قام الثلاثي بكتابة محادثاتهم عبر مستند غوغل دوكس متاح للجمهور ومشاركته مباشرة على موقع المشروع على الويب، إلى جانب موجز فيديو للتثبيت. على مدار الأداء، تلقوا أكثر من ألف مكالمة،  والتي عكسها رونكو لاحقًا قد حركت الفنانين «بطاقتهم الحلوة، والضحك، والغناء، والصمت، وقصص الحياة، والعواطف». في ختام المشروع، رسم رونكو وشمًا على ساعد لابوف بعبارة: «أنت. الآن. وأو.»؛ الكلمات التي ظهرت من محادثة مع متصل من مصر. كتبت بياتريس غارسيا في المحادثة ، أن «في قلب هذا الأداء كان هناك تناقض رائع حول طبيعة الأصالة والشهرة والعلاقة الشخصية التي لا يمكن لأي زائر الهروب منها».

### # خذني إلى أي مكان، 2016
في مايو 2016، شرع الثلاثي في مشروع مدته شهر سينشرون خلاله إحداثيات جي بي اس الخاصة بهم عبر الإنترنت وينتظرون الغرباء ليأخذوها إلى أي مكان، مع تتبع موقع المشروع مسارهم على الخريطة في الوقت الفعلي. قال تيرنر عن المشروع، «نحن جميعًا نضع ثقتنا في المجموعة والشبكات - إنهم يقررون، ويحددون ما سيحدث»، بينما وصفه لابوف بأنه «أكثر الأشياء توسعية والأكثر حميمية لدينا انتهى.»  العمل، بتكليف من متحف بولدر للفن المعاصر والمعهد الفنلندي في لندن، تم نقلهم عبر أمريكا الشمالية، بدءًا من كولورادو والسفر عبر كندا،  قبل أن ينتهي بهم الأمر في نهاية المطاف في ألاسكا.

### #و في النهاية، 2016
في ديسمبر 2016، قدم الثلاثي عرضًا في دار أوبرا سيدني على مدار ليلتين متتاليتين، ودعوا المشاركين واحدًا تلو الآخر لإيصال رسالة إليهم داخل المسرح الخالي، وكان الطلب الوحيد هو أن تبدأ رسالتهم بالكلمات "و في النهاية... "  تم تلاوة هذه الرسائل بعد ذلك بواسطة لابوف أو رونكو أو تيرنر، وتم بثها عبر البث المباشر، وعرضها على شريط ال أي دي بطول 60 مترًا مثبتًا على الجزء الخارجي من دار الأوبرا. وصفت روزلين المساعد من الحارس دعوة الفنانين بأنها "سؤال رائع، سؤال يطلب من المفكر تقليل كل شيء إلى عناصره الأساسية ويساعد في تحفيز أربع ساعات من الانتظار في نوع من الضباب التأملي"،  ".

### هو لن يفرقنا، 2017 - 2021

شعار "هو لن يفرقنا"

في الساعة 9 صباحًا يوم 20 يناير 2017، أطلق ثلاثي الفنانين حملت «هو لن يفرقنا»(بلانجليزية:he will not divide us) ، كان أداء تشاركي يتزامن مع تنصيب الرئيس الأمريكي دونالد ترامب. تم وضع كاميرا على جدار خارج متحف الصورة المتحركة في نيويورك، وكُتبت فوقها مباشرة عبارة «هو لن يفرقنا». تمت دعوة المارة لإيصال هذه الكلمات إلى الكاميرا «عدة مرات، وطالما رغبوا في ذلك» ثما اتو الناس وقاموا بتصوير أنفسهم وهم يقولون هو لن يفرقنا وفي ذالك الوقت اتو مخربو فورتشان وقاموا بازعاجهم، فيما وصفه الفنانون بأنه «عرض للمقاومة أو الإصرار أو المعارضة أو التفاؤل، مسترشدًا بروح كل مشارك على حدة. والمجتمع». تم بث اللقطات الحية على مدار الساعة طوال أيام الأسبوع، والتي أعلن الفنانون أنها ستستمر لمدة أربع سنوات، أو مدة رئاسة ترامب. كان جيدن سميث من أوائل المشاركين في المشروع.
في حديثه إلى مراسل أسوشيتد برس أمام كاميرا البث المباشر، صرح لابوف «نحن ضد الانقسام هنا. تمت دعوة الجميع،»  بينما أشار إنديفير إلى أن«المشروع عبارة عن بوتقة تنصهر فيها الأعمار، والأجناس، والجنس، والمعتقدات، ومن المذهل كيف أصبحت الكلمات الخمس تعويذة واكتسبت حياة خاصة بهم.»  وصف الأسبوع القطعة بأنها «الفن العظيم الأول في عصر ترامب»،  بينما وصف دازد تجربة مشاهدة البث بأنها «تذكير بسيط ومطلوب بشدة، من المحتمل أن يسلمه شخص غريب تمامًا، بأن المقاومة والوحدة هما لا يتزعزع».
في 10 فبراير 2017، أعلن متحف الصور المتحركة أنه توقف عن مشاركته في المشروع، بسبب مخاوف تتعلق بالسلامة العامة. وزعم بيان المتحف أن "التركيب قد أصبح بؤرة للعنف وتعطل من قصده الأصلي". أصبح المعرض هدفًا لمواجهات من قبل النازيين الجدد والمتفوقين البيض والمتصيدون من فورتشان. في غضون ذلك، أوضح لابوف ورونكو وتورنر أنه على الرغم من أن المتحف "تخلى" عن المشروع، إلا أن الفنانين لم يفعلوا ذلك ". وأصدروا بيانا اتهموا فيه متحف الصورة المتحركة بعدم الاستماع لمخاوفهم بشأن خطاب الكراهية الذي حدث، وادعوا أن المتحف "رضخ للضغوط السياسية" لوقف مشاركتهم في المشروع، مضيفين أنه لم يكن هناك حوادث عنف كانوا على علم بها،  رغم اعتقال لابوف بتهمة الاعتداء في 25 يناير / كانون الثاني 2017. وكشفوا أيضًا أن المحامي الذي أبلغهم بقرار المتحف هو من موئيدي الرئيس ترامب، وخلص الثلاثي إلى أن المتحف "لم يكن لائقًا للتحدث عن نواياهم كفنانين".
في 18 فبراير 2017، تم استئناف البث المباشر، مع نقل التثبيت إلى جدار خارج مسرح ال ري في البوكيرك ، نيو مكسيكو. في 23 فبراير / شباط 2017، تمت إزالة الدفق مرة أخرى، هذه المرة بأمر من الفنانين، بسبب طلقات نارية تم الإبلاغ عنها في المنطقة. كان رجل يقرأ الشعر على الكاميرا في الساعات الأولى من الصباح عندما سمع صوت طلقات نارية في الدفق. على الرغم من أن اللقطات لم تكن ذات صلة بالمشروع، فقد ذكر الثلاثي عبر تويتر أنهم أزالوا البث لأن «سلامة جميع المشاركين في مشروعنا أمر بالغ الأهمية».
في 8 آذار / مارس 2017، استؤنف البث من «مكان مجهول»، حيث أعلن الفنانون أن علمًا مكتوبًا عليه عبارة «هو لن يفرقنا» سيُرفع طيلة فترة الرئاسة. كانت الكاميرا موجهة نحو العلم، على خلفية لا شيء سوى السماء. أثناء الكتابة أثناء التنقل، عكست نايلون أنه «في الأوقات العصيبة مثل هذه، من المشجع أن نرى أن الفن يجد طريقة للوجود وأن الفنانين يجدون طريقة للإبداع، حتى عندما تتعرض أعمالهم ورسالتهم للهجوم.» في غضون 38 ساعة من استئناف الإرسال، تم تحديد موقع العلم من خلال تعاون من مستخدمي فورتشان، الذين استخدموا موانع الطائرة، وتتبع الرحلات، والملاحة السماوية، وغيرها من التقنيات لتحديد موقعه في جرينفيل ، تينيسي.   في الساعات الأولى من يوم 10 مارس 2017، بعد الاقتراب من الكاميرا وإطلاق بوق سيارتهم للتحقق من صحة الموقع والانتظار حتى المساء،   قام مستخدم ايتشان بإنزال العلم وسرقه، واستبداله بقبعة حمراء "اجعل أمريكا عظيمة مرة أخرى" وقميص الضفدع بيبي. تمت إزالتها لاحقًا، واستمر التدفق في بث عمود علم فارغ. بعد تصعيد التهديدات المنسقة عبر فورتشان و ايتشان، وبعد إشعال النار في حقل في الموقع، أُجبر الفنانون مرة أخرى على نقل المشروع.
في 22 آذار (مارس) 2017، استؤنف البث، مصورًا علمًا جديدًا «لن يفرقنا» يرفرف على سطح مؤسسة الفن والتكنولوجيا الإبداعية (اف أي سي تي) في ليفربول، إنجلترا. وتعليقًا على الموقع الجديد، ذكر الثلاثي أن «الأحداث أظهرت أن أمريكا ببساطة ليست آمنة بما يكفي لوجود هذا العمل الفني». في اليوم التالي ، تمكن الأفراد من الوصول إلى سطح المبنى المكون من خمسة طوابق ، وبناءً على نصيحة الشرطة ، قام اف أي سي تي والفنانين بإزالة التركيب «بسبب التعدي الخطير وغير القانوني على ممتلكات الغير». في 16 أكتوبر 2017، تبنى لي ليا الفريد من نوعه في نانت بفرنسا المشروع ، مع العلم الذي يرفرف أعلى برج المبنى التاريخي. في الساعات الأولى من يوم 25 أكتوبر 2017، حاول المخربون دون جدوى إشعال النار في العلم باستخدام طائرة بدون طيار مشتعلة ، قبل تحطم الطائرة الموجهة عن بعد.
في 8 يونيو 2018، تم تركيب العمل في متحف سزتوكي ، لودز ، لمعرض 'بير-تو-بتر. الممارسات الجماعية في الفن الجديد. في 29 أكتوبر 2018، أعادت لو ليا لوندقي في نانت بفرنسا اعتماد المشروع. بسبب البلى العادي (لم يتم استبدال العلم وفقًا لإرادة الفنانين)، كان جزء فقط من العلم لا يزال يرفرف، العلم ضل بمكانه.
في 20 يناير 2021، تم الانتهاء من العمل بعد انتهاء ولاية الرئيس دونالد ترامب. انتهى البث المباشر في الساعة 12 ظهرًا أي اس تي بمجرد تنصيب الرئيس جو بلدين انتهت الحملة باكملها 

### #لوحدنا، 2017
في أبريل 2017، قضى لابوف ورونكو وتورنر شهرًا واحدًا معزولًا في ثلاث كبائن منفصلة عن بعد في لابلاند الفنلندية، وكانت وسيلة الاتصال الوحيدة لديهم هي رابط فيديو إلى مقصورة داخل متحف كياسما في هلسنكي. تمكن زوار المتحف من التحدث إلى الفنانين الثلاثة عبر هذا الرابط ، لكن الثلاثي لم يتمكنوا من التواصل مع الزوار إلا عن طريق الرسائل النصية ، وليس مع بعضهم البعض. قام موقع الويب الخاص بالمشروع ببث عرض مباشر للمعرض ، ونقل نصوص الفنانين في الوقت الفعلي ، دون إسناد أو سياق ، مما أدى إلى إنشاء ما وصفه ذا فيرجل بأنه «انفصال من جانب واحد» مثير للاهتمام.

## محادثات
منذ عام 2014، شايا لابوف، رونكو وتيرنر انخرطو في عدد من المحادثات والمحاضرات، بما في ذلك في كلية لندن للأزياء ، والذيي يتوقف لابوف قراءة مقاطع من غي ديبور الصورة 1967 لكمية موقفية عمل الجمعية من النظارات ،  وفي جامعة راديو نامجن ، حيث قدموا حديثًا عن ما وراء الحداثة عبر سكايب. في فبراير 2016، محادثة أداء في اتحاد أكسفورد ، أمضى الثلاثي 24 ساعة المصعد (#رفع)، والتفاعل مع الطلاب وأفراد الجمهور طوال المدة ، لمدة ساعة في غرفة مناقشات الاتحاد في منتصف الطريق. تم بث تفاعلاتهم داخل المصعد في وقت واحد داخل غرفة المناقشة وعبر الإنترنت عبر البث المباشر.

## روابط خارجية
- الموقع الرسمي
- مقابلة عام 2016 مع Lorena Muñoz-Alonso على Artnet
- فيديو من سلسلة محاضرات الفنان لعام 2016 في CalArts
- فيديو عام 2015 حديث في SXSW